# Kołaki-Budzyno
Kołaki-Budzyno (prononciation : [kɔˈwaki buˈd͡zɨnɔ]) est un village polonais de la gmina d'Opinogóra Górna dans le powiat de Ciechanów de la voïvodie de Mazovie dans le centre-est de la Pologne.
Il se situe à environ 6 kilomètres au nord d'Opinogóra Górna (siège de la gmina), 12 kilomètres au nord-est de Ciechanów (siège du powiat) et à 84 kilomètres au nord de Varsovie (capitale de la Pologne).

## Histoire
De 1975 à 1998, le village appartenait administrativement à la voïvodie de Ciechanów.